# Familia Archinto
La familia Archinto es una ilustre familia de Milán, descendientes de los reyes de Lombardía, empleados en diversos oficios para el Estado o para la Iglesia. Dos de sus miembros, Anselmo y Manfredo fundaron en 1135 el monasterio de Chiaravalle.

## Los más renombrados Archinto
Los más renombrados Archinto por orden cronológico, los siguientes:
- Ambroise o Jean Archinto.- Vivía en la segunda mitad del siglo XV y desempeñaba en Milán las funciones de decurión. Como obra dejó en italiano "Descripción del viaje a Jerusalén de Santa Brasca".
- Philippe Archinto.- Arzobispo de Milán, teólogo, nacido el 3 de julio de 1500 y fallecido en 21 de junio de 1558, y fue miembro del Colegio de Jueces de Milán. También fue consejero de Carlos I de España, participando en negociaciones importantes, como la sucesión en el marquesado de Montferrat, y sucesivamente tuvo otros oficios, como gobernador de Roma, vicechambelán apostólico y vicario del Papa, obispo del Santo Sepulcro y de Saluces, y Paulo VI le envía a Venecia en calidad de legado a latere. Philippe dejó varias obras escritas como "Oratio de Nova Christiani orbis pace habita", Rome, 1544, in-4º; "De fide et sacramentis Libri II", Rome, 1545, in-4º; varios discursos manuscritos guardados por la familia.
- Alexandre Archinto.- Teólogo y diplomático con Carlos I de España, muerto en 1567, a quien le encomienda diversas misiones por el Milanesado y le dio el título de conde. Alexandre dejó varias obras escritas, como las siguientes: "De praedestitaione"; "De beatae Mariae Magdalenae Pudicitia ac Virginitate"; "Dialogus in quo Philippo Patruo ac Pompilio..."; "Dialogus alter,...", manuscritas en la Biblioteca Ambrosiana de Milán, las dos primeras en otras bibliotecas y en Casa Archinta
- Alexandre Archinto.- Jesuita y polígrafo, nacido en 1577 y fallecido en 1645, quien dejó escrito un compendio de retórica, un tratado de historia manuscrita en Casa Archinta y obras elogiosas con distintos miembros de la Compañía de Jesús.
- Charles-Antoine Archinto.- Canónigo de Letran, vivía en la primera mitad del siglo XVII, dejando varias obras escritas como las siguientes: "Encomiastica oratio in laudem Alesandri Toili, abb. generalis Lateranensis", Ravenna, 1647, in-8º; "Oratio panegyrica Theodoro Pantano, visitatori generali Lateransium", in-8º; "La scrittura política, discorso", Lucca, 1682.
- Conde Philippe Archinto.- Jurisconsulto nacido en Milán en 1649, miembro de los jurisconsultos nobles de Milán, cuestor de "magistrati delle rendite straordinaire", y senador ducal y real. Fue enviado por Carlos II de España en 1677 al emperador Leopoldo y designado por Alejandro Farnesio en el gobierno de Flandes. Dejó varias obras escritas como "Il soglio di Salome,..." o un diario en 6 volúmenes, correspondencia con duques, cardenales y sobre todo con los duques de Parma y Plasencia, "Diario di tutto cio che gli eoccorso alla corte di Vienna,...".
- Charles Archinto.- Hijo del anterior, fallecido en 17 de diciembre de 1731, fue uno de los fundadores de la Sociedad Palatina, quien publicó entre otras colecciones, "Scriptores rerum Italiae", de Ludovico Antonio Muratori; dejó varias obras de filosofía y ciencias aplicadas inéditas.
- Joseph Archinto.- Cardenal y arzoobispo de Milán, nacido en 1651 y fallecido en 1712., estudio derecho en Pavía y fue vicedelegado con Inocencio IX en Bolonia durante 6 años, obteniendo en el mismo lugar el nuncio apostólico, y los sucesores de Inocencio le enviaron a Venecia y a España , y Clemente XI le encargo celebrar en Niza el matrimonio de Felipe V de España con la duquesa de Saboya. Como escritor dejó algunas obras, como las siguientes: "Caelum ex terra,..", Rome, 1670, in-4º; "Relatio legationis a latere, qua PhilippumV,.."; "Acta visitationis Oppidi,..."
- Jerome Archinto.- Arzoobispo de Tarse, nacido en 1671 y fallecido en 1721, fue diputado con el gran-duque de Toscana y legado a latere en Alemania y en la Polonia, y dejó manuscrita una obra sobre el Concilio de Trento.
- Alberic Archinto.- Nacido en Milán en 1698 y fallecido en Roma en 1753, fue arzoobispo de Niza, y gobernador de Roma en 1753 y finalmente devino cardenal.